# ブランドン・リー・ヒンクル
ブランドン・リー・ヒンクル（Branden Lee Hinkle、1973年7月29日 - ）は、アメリカ合衆国の男性総合格闘家。オハイオ州ジェファーソン出身。ハンマーハウス所属。

## 来歴
ウェストリバティー大学時代はNCAAディビジョン2でフリースタイルレスリングの王者となり、オールアメリカンに選出された。
1999年1月20日、IVCヘビー級王座決定戦でカーロス・バヘットと対戦。バヘットの額をパンチでカットさせるも、タックルを切られたところにフロントチョークを極められ一本負けを喫し王座獲得に失敗した。
2006年2月4日、UFC 57でジェフ・モンソンと対戦し、ノースサウスチョークで一本負け。
2007年7月14日、BodogFightでローマン・ゼンツォフと対戦し、判定勝ち。

## 戦績
| 総合格闘技 戦績 | 総合格闘技 戦績 | 総合格闘技 戦績 | 総合格闘技 戦績 | 総合格闘技 戦績 | 総合格闘技 戦績 | 総合格闘技 戦績 |
| --------------- | --------------- | --------------- | --------------- | --------------- | --------------- | --------------- |
| 25 試合         | (T)KO           | 一本            | 判定            | その他          | 引き分け        | 無効試合        |
| 14 勝           | 8               | 4               | 2               | 0               | 0               | 1               |
| 10 敗           | 2               | 7               | 1               | 0               | 0               | 1               |

| 勝敗 | 対戦相手                         | 試合結果                     | 大会名                                                    | 開催年月日     |
| ○    | クリス・タッチシェラー           | 4R 4:43 TKO（パウンド）      | EB: Beatdown at 4 Bears                                   | 2009年3月21日  |
| ○    | ローマン・ゼンツォフ             | 5分3R終了 判定3-0            | BodogFight: Alvarez vs. Lee                               | 2007年7月14日  |
| ×    | アレッシャンドリ・カカレコ       | 1R 0:37 ヒールホールド       | Gracie Fighting Championships: Evolution                  | 2007年5月19日  |
| ×    | ジェイソン・ランバート           | 1R 4:59 TKO（パウンド）      | Ultimate Fight Night 5                                    | 2006年6月28日  |
| ×    | ジェフ・モンソン                 | 1R 4:35 ノースサウスチョーク | UFC 57: Liddell vs. Couture 3                             | 2006年2月4日   |
| ○    | ショーン・ギャノン               | 1R 4:14 TKO（パウンド）      | UFC 55: Fury                                              | 2005年10月7日  |
| ○    | トミー・ザウアー                 | 1R 2:19 TKO（パンチ連打）    | WEF: Sin City 【WEFヘビー級タイトルマッチ】               | 2005年5月20日  |
| ×    | ガブリエル・ゴンザーガ           | 2R 4:29 三角絞め             | Meca World Vale Tudo 9                                    | 2003年8月1日   |
| ×    | ヴォルク・ハン                   | 1R 8:11 腕ひしぎ十字固め     | リングス Millennium Combine II                            | 2000年6月15日  |
| ○    | 山本宜久                         | 1R 2:21 チョークスリーパー   | WEF 9: World Class                                        | 2000年5月13日  |
| ×    | 坂田亘                           | 1R 7:23 足首固め             | リングス Millennium Combine                               | 2000年4月20日  |
| ×    | モーリス・スミス                 | 5分2R終了 判定0-1            | リングス RISE 7th KING of KINGS Bブロック 【1回戦】       | 1999年12月22日 |
| ×    | カーロス・バヘット               | 1R 4:32 フロントチョーク     | IVC 8: The Road Back to the Top 【IVCヘビー級王座決定戦】 | 1999年1月20日  |
| ○    | 須田匡昇                         | 1R 5:26 TKO（蹴り上げ）      | VALE TUDO JAPAN '98                                       | 1998年10月25日 |
| ×    | エベンゼール・フォンテス・ブラガ | 1R 12:33 三角絞め            | IVC 6: The Challenge                                      | 1998年8月23日  |

## 獲得タイトル
- Neo Fight 5 ヘビー級トーナメント 優勝（2004年）
- WEFヘビー級王座（2005年）